# Politique linguistique de la France
La politique linguistique de la France se réfère à diverses politiques menées par la France en matière linguistique.
Depuis 1992, l’article 2 de la Constitution définit le français comme langue de la République. Le développement de la langue française accompagne, depuis la Renaissance, la formation de la nation française. Cette évolution très précoce de l'ensemble géographique français en une nation distingue la France des autres pays, notamment dans sa politique vis-à-vis des langues régionales.
Cette politique est longtemps marquée par la volonté de s'opposer au latin, afin de réduire le pouvoir de l'Église tout en augmentant celui de la monarchie, puis de l'État. Dès le XIIIe siècle, les notaires royaux écrivaient en français, et c'est entre le XIVe et le XVIe siècle que le français s'est lentement imposé comme langue administrative dans les chartes royales, au détriment du latin. Cet essor se concrétise avec la promulgation de l'ordonnance de Villers-Cotterêts (1539) par François Ier qui franchit un pas de plus pour que le français devienne la langue du droit et de l'administration.
Depuis la Renaissance, la population lettrée et citadine de la moitié nord de la France utilise le français, mais une large part de la population rurale reste dans l'ignorance de cette langue et le français reste très rare dans la moitié sud, y compris dans les classes supérieures urbaines. Amorcée sous l'Ancien Régime, la politique d'unité de la nation française se renforce avec la Révolution française. Pour les révolutionnaires, l'ignorance du français est un obstacle à la démocratie et à la diffusion des idées révolutionnaires. En 1790, l’Assemblée nationale commence par faire traduire dans toutes les langues régionales les lois et décrets, avant d’abandonner cet effort, trop coûteux. Le décret du 2 thermidor An II impose le français comme seule langue de toute l’administration,, et les révolutionnaires font pression pour imposer le français et s'opposer aux langues autochtones nommées patois ou idiomes féodaux. Mais ces mesures ne sont pas suivies d'effets immédiats, et les décrets de la Terreur sont pour la plupart abrogés quelques semaines après leur promulgation.
Napoléon puis la Restauration abandonnent largement l'instruction publique à l'Église qui y rétablit le latin. Après la Révolution de 1830 et celle de 1848, l'enseignement primaire d'État en français se développe, mais il n'est pas encore obligatoire. La révolution industrielle, l'exode rural qui en découle, et l'apparition du chemin de fer facilitent l'usage du français par les classes populaires.
À la chute du Second Empire, la Troisième République met en place une instruction primaire obligatoire, laïque et gratuite pour tous avec les lois Ferry qui permettent de démocratiser et de généraliser le français sur tout le territoire. Cette volonté de généraliser l'usage de la langue française à l'ensemble du territoire, concerne également l'empire colonial français. C'est d'ailleurs dans un esprit de supériorité coloniale que le français est imposé, avec des méthodes violentes, aux enfants dans les écoles. Cet usage généralisé de la langue française, principalement dans les documents officiels et dans l'enseignement, est supposé élever le niveau culturel de la population par l'instruction publique (qui n'est réalisée qu'en français) ainsi que par la diffusion d'une langue commune et internationale.
Depuis la seconde moitié du XXe siècle, face à une résistance continue des populations dont le français n'est pas la langue première dans diverses régions devenues françaises, les cultures régionales et la diversité commencent à être perçues par l'État comme des richesses à préserver. Les gouvernements successifs ont adopté diverses politiques visant à empêcher la disparition des langues régionales. Le régime de Vichy tente d’introduire à l’école primaire l’enseignement des « langues dialectales » à travers deux lois (1941, 1942), mais elles sont abrogées à la Libération. En 1951, la loi Deixonne autorise l’enseignement facultatif des langues régionales de France. Parallèlement à ces mesures en faveur des langues régionales, plusieurs lois visant à protéger le français de l’anglais sont promulguées, notamment la Loi Toubon, qui paradoxalement n'empêche plus la préservation des langues régionales ni l'introduction de vocabulaire anglais en français,. La France n'a pas ratifié la Charte européenne des langues régionales ou minoritaires et les mesures concédées pour le respect des langues dites régionales restent très timides. Aujourd'hui encore, les droits linguistiques fondamentaux des citoyens français dont le français n'est pas la langue première ou familiale ne sont pas respectés en France. Le français reste imposé de façon souvent exclusive.

## Historique
La France moderne s'est constituée à partir de l’agrégation au domaine royal de divers territoires, certains issus du partage de l'empire carolingien, d'autres non. Il en est résulté un assemblage de régions parlant diverses langues romanes (langue d'oïl, langue d'oc, corse), germaniques (alsacien, flamand, francique lorrain), ou d'autres origines (breton, basque). Issue du latin dit « vulgaire » (c'est-à-dire du latin parlé par le peuple à la distinction de celui dit « classique », la langue littéraire et celle d'une élite restreinte), le français a subi quantité de changements surtout pendant l'époque prélittéraire (IIIe au IVe siècles environ). Ces changements ont distingué la langue latine de la langue parlée du peuple à tel point qu'au VIIIe siècle, on prend conscience du fait qu'il s'est développé une nouvelle langue, d'abord appelée rustica lingua romana (langue romaine du peuple).
Ce n'est qu'avec le début de la littérature en langue populaire que le besoin d'une normalisation de cette nouvelle langue s'impose. Au début de l'époque littéraire, dès le XIe siècle, c'est le clergé qui produit de la littérature sacrale. C'est donc dans les écritoires (scriptoria) des monastères que se développent différentes traditions d'écriture de l'ancien français, les scriptae, conventions plus ou moins fixées d'orthographe qui transcrivent la langue orale. Certains traits dialectaux entrent dans les scriptae dès le début, mais le dialecte central de l'Île-de-France tend dès le XIIe siècle à prévaloir. À partir du moment où le roi choisit Paris pour résidence permanente, la ville devient définitivement le centre de la puissance et aussi du commerce et le dialecte francilien s'impose de plus en plus comme langue de communication, de commerce, de politique et de religion.

### Moyen Âge

#### La naissance du français
L'apparition du français découle de la fragmentation du latin en diverses langues romanes. La période précise de séparation entre latin et français ne fait pas l'unanimité parmi les chercheurs mais, selon Wright et Banniard, on peut considérer qu'au milieu du VIIIe siècle encore, le degré de compréhension orale entre le discours des lettrés et celui des gens ordinaires dans l'aire romane était suffisant pour les rattacher à la même langue, le latin. C'est à l'époque carolingienne et plus précisément lors de la réforme du latin par Alcuin que le fossé entre latin et langue vernaculaire se fait si large qu'on peut parler de langues distinctes : les langues romanes se détachent du latin. Dans le nord de la France, la diglossie entre le latin et ce qui sera appelé le roman s'installe. D'après Wright, c'est entre le IXe et le XIe siècle que le roman devient totalement autonome et forme une langue différente du latin. Aujourd'hui, nous possédons divers témoins de cette époque : les Serments de Strasbourg et la Séquence de sainte Eulalie (IXe siècle) ainsi que la Vie de saint Léger (Xe siècle).
Les Serments de Strasbourg, écrits en 842, sont considérés comme l'acte de naissance de la langue française par la majorité des historiens de la langue. Ils reprennent la promesse d'assistance que Louis le Germanique adresse en français à son frère Charles le Chauve contre Lothaire si celui-ci venait à l'attaquer. Louis s'est adressé aux soldats de Charles en langue romane afin que ceux-ci puissent comprendre l'engagement que prenait Louis vis-à-vis de son frère. Par le choix du français, il montre que le latin n'était plus suffisamment compris par les gens du peuple et qu'il fallait donc recourir à la langue vernaculaire.

#### Le français face au latin
Lorsque le français (ou roman) est apparu et est devenu une langue à part entière qu'on ne pouvait plus considérer comme du latin, elle s'est heurtée à l'hégémonie de ce dernier comme langue du savoir et de l'Église mais aussi comme langue du droit. Les deux idiomes cohabiteront dans ce domaine jusqu'au début du XVIe siècle avec une nette domination du latin. Durant tout le Moyen Âge, « le français se développa comme langue du pouvoir dans des rapports de substitution et de concurrence avec le latin » ce qui signifie que la chancellerie française et le Parlement de Paris utilisent encore la langue latine pour rédiger leurs actes, arrêts et jugés jusqu'à la fin du Moyen Âge mais la chancellerie a tendance à employer le français également cherchant un équilibre entre langue vernaculaire et langue savante.
Malgré un rapport plutôt conflictuel, l'utilisation du français comme langue du droit ne se résume pas à un rejet total du latin. Les modèles linguistiques du latin vont être repris par le français qui se montre très perméable à l'influence latine, notamment en raison du lien de parenté entre les deux idiomes. C'est dans les écrits des notaires de la chancellerie que cette perméabilité se perçoit le plus nettement. L'existence d'une séparation précise entre langue française et langue latine semble un peu artificielle à la vue de leurs textes.
Le passage du latin au français dans le domaine juridique s'est avéré être un processus extrêmement complexe puisque plusieurs dimensions de la langue entraient en jeu. Tout d'abord, il était nécessaire que la qualité du message soit la même en latin et en français. La traduction d'une charte doit rendre parfaitement la forme et le sens du message original. Les mêmes valeurs rhétorique, sémantique et sémiotique doivent se retrouver dans le texte en français, ce dont les traducteurs sont conscients mais ils sont également insatisfaits des solutions que leur propose la langue française et l'expriment dans les prologues des traductions réalisées à l'intention des rois au XIVe siècle. Ils dénoncent un décalage stylistique entre la version latine et la version française. Ensuite, le français devait remplir les mêmes fonctions performatives que le latin. Personne ne doutait des capacités performatives du français mais, au Moyen Âge, tout acte juridique avait tendance à se doubler d'un caractère sacré pour lequel le latin était préféré car il était considéré comme la langue des clercs. Le français était la langue des laïcs, ce qui n'était pas réellement un avantage à l'époque.

#### Le français: la langue du roi et langue du droit
L'apparition de textes en prose rédigés en français a eu une importance majeure pour le droit. Très rapidement, la prose française s'est étendue au domaine juridique. L'essor de la prose au début du XIIIe siècle coïncide avec l'apparition des premières chartes rédigées en français. D'après les experts, l'œuvre juridique la plus ancienne est le Grand coutumier de Normandie. Ce texte, datant de 1235 environ, a circulé en français et en latin. À partir des années 1230, les textes juridiques en français tels les coutumiers vont fleurir un peu partout sur le territoire français. Étant donné que ces coutumiers sont la mise par écrit d'un droit d'origine orale, le choix de la langue du peuple peut paraître aller de soi mais, pour mettre une coutume par écrit, il faut qu'elle soit organisée en système. Pour cette organisation, la plupart des auteurs se fondent sur le modèle et les concepts du droit romain. La plupart du temps, les coutumes rédigées ne sont en réalité qu'une traduction en français de lois exprimées en latin.
Le choix du français, et plus précisément du français de Paris, ne relève pas du hasard. Au Moyen Âge, tout ce qui avait trait à la politique linguistique était l'affaire du roi. Le français a fait son apparition dans le domaine juridique et administratif contre la volonté des clercs et des juristes qui restaient attachés au latin, notamment à cause du décalage stylistique entre les deux langues. Cela n'a été possible que parce que le pouvoir royal s'est mis à l'écoute des personnes se trouvant dans les niveaux administratifs inférieurs qui ne comprenaient plus le latin et qui exigeaient un droit dans une langue qu'ils étaient capables de comprendre.
C'est en octobre 1330 que Philippe VI fit du français la première langue du roi. À travers cet acte, il rendait hommage aux grands barons qui l'avaient choisi pour monter sur le trône de France car, selon le Fluxo biennali spacio, écrit en 1422, Philippe de Valois avait été préféré à Édouard III parce qu'il parlait la langue des barons. Philippe VI imposa donc le français à la chancellerie. Jean II réintégra le latin lorsqu'il monta sur le trône mais Charles V lui succéda et, durant son règne, parvint à imposer le français dans 75 % des actes. C'est finalement François Ier qui imposa définitivement le français pour tous les actes juridiques à travers l'ordonnance de Villers-Cotterêts.

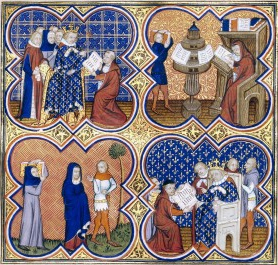
Charles V ordonnant la traduction d'Aristote; Enluminure du prologue de la traduction de Oresme de Politiques, Economiques, Éthique d'Aristote.

Il est important de noter également que les rois qui se sont penchés sur le sort du français sont ceux qui se sont le plus intéressés à la culture et à son développement en langue vernaculaire. Ils ont demandé des traductions de divers ouvrages scientifiques, historiques et littéraires en français. Charles V est un patron des arts : il reconstruit le Louvre en 1367 et y fonde la première Librairie royale, qui deviendra quelques siècles plus tard la Bibliothèque nationale de France. Il entreprend une politique de vulgarisation et fait traduire en français de nombreux ouvrages scientifiques et techniques, des traités d’astrologie et d’histoire, des textes d’Aristote accompagnés des commentaires explicatifs de leur traducteur Nicolas Oresme, le Policraticus de Jean de Salisbury, le Livre des propriétés des choses de Barthélémy l'Anglais (traduit par Jean Corbechon), ou encore des œuvres religieuses comme La Cité de Dieu, de saint Augustin traduite en 1370 par le juriste Raoul de Presles, qui y ajoute ses propres commentaires et ceux de ses prédécesseurs.
À partir du XIVe siècle, on parle de moyen français : la langue a encore subi des changements morphologiques importants qui la rapprochent beaucoup du français moderne.
Les textes latins sont traduits en français et des prêts sont accordés pour les copier. Disposée sur trois étages, la Librairie royale répond à un projet politique : elle doit former une élite administrative. Elle compte jusqu’à un millier de manuscrits.
Cette politique de francisation est également poursuivie par les grands féodaux, tels les ducs de Bretagne dont les efforts de centralisation s'appuyaient exclusivement sur l'utilisation du français.
En 1454 l'ordonnance de Montils-lès-Tours de Charles VII ordonne la rédaction en langue vulgaire du droit coutumier oral. Cette ordonnance connaît néanmoins un relatif échec : mal conçue elle est difficile à mettre en œuvre (passage devant des commissions, renvoi au roi, le parlement en cas de discorde…). La rédaction en langue vulgaire du droit sera relancée en 1497.
Avec le développement de la littérature et surtout avec la nouvelle technique d'impression de Gutenberg les écrits se multiplient, et en même temps la discussion sur la qualité de la langue française commence parmi les lettrés. La première imprimerie en France est construite à Paris en 1470 par Michael Friburger, Ulrich Gering et Martin Crantz.
Bien que le français soit devenu la langue du roi et que, pour servir le roi et comprendre les décisions de justice, il soit nécessaire de connaître le français, cela ne signifie pas que tous les citoyens aient maîtrisé le français. C'est surtout au niveau de la langue écrite que la politique linguistique du pouvoir royal a eu un effet considérable d'expansion et d'uniformisation. Au niveau de l'oral, les parlers régionaux n'ont pas disparu. D'ailleurs, aucune politique n'a été mise en place dans ce but. La politique de la langue française au Moyen Âge visait l'élimination du latin et un rapprochement entre pouvoir et peuple, mais non la disparition des idiomes régionaux.

### La Renaissance
Dès le XIIIe siècle, bien avant l'Ordonnance de Villers-Cotterêts, certains duchés périphériques du royaume de France, tels que la Bretagne, avaient déjà remplacé le latin par le français comme langue administrative.
En 1490, Charles VIII dispose par l'ordonnance de Moulins que la langue de la juridiction sera désormais la « langue maternelle ou franceoise » et non le latin. Cette disposition sera confirmée par une ordonnance de Louis XII en juin 1510:

« Ordonnons (…) que doresnavant tous les proces criminels et lesdites enquestes, en quelque maniere que ce soit, seront faites en vulgaire et langage du pais (…) autrement ne seront d'aucun effet ni valeur »

#### L’Ordonnance de Villers-Cotterêts (1539)

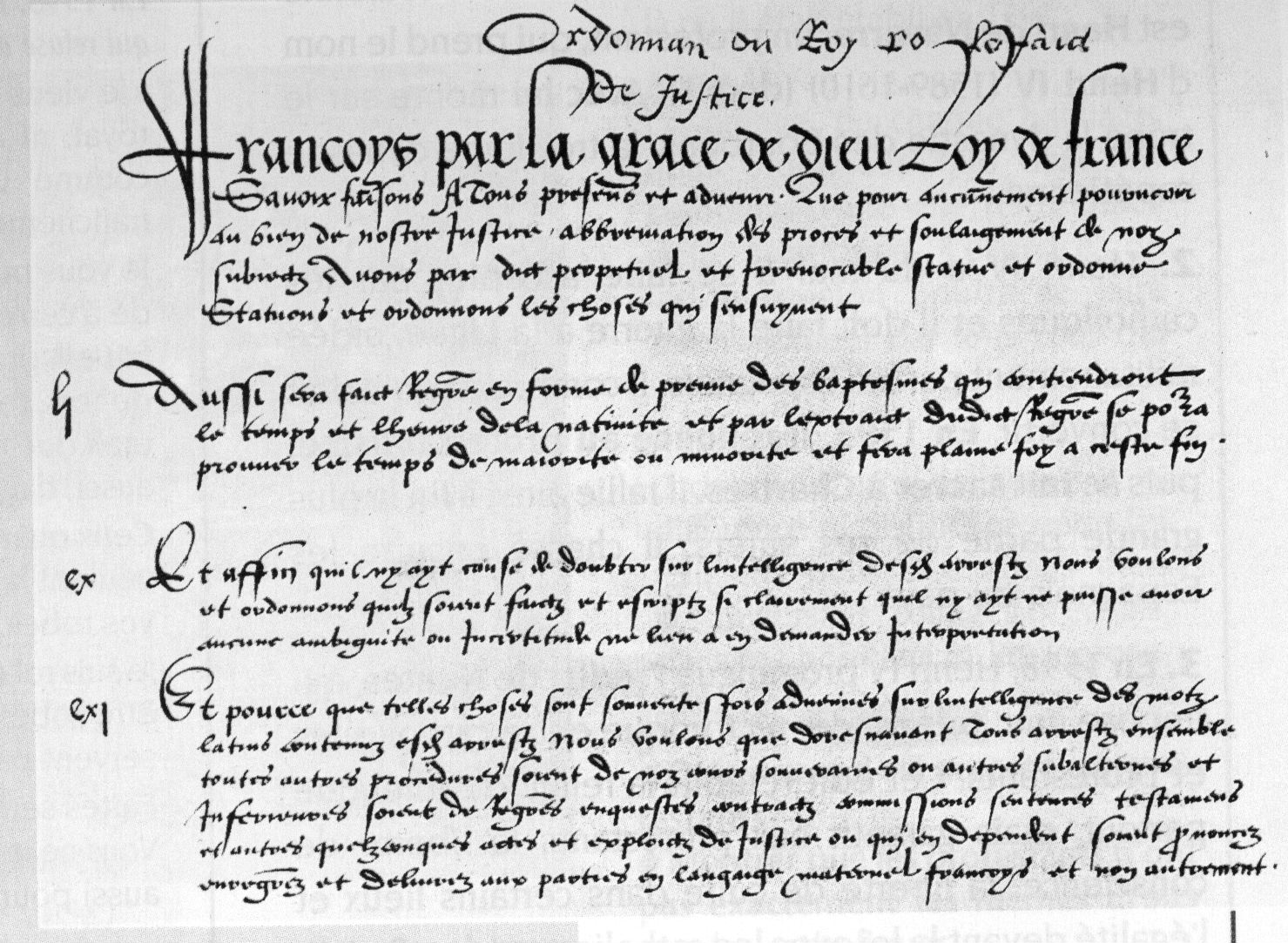
Une des pages de l'ordonnance de Villers-Cotterêts.

François Ier confirmera le texte de Louis XII en 1531 pour le Languedoc. Mais cette décision sera rendue caduque (ou confirmée) par la promulgation de l'ordonnance de Villers-Cotterêts en 1539. L'ordonnance, dont le titre exact est Ordonnance sur les faits de justice, a beaucoup intéressé les historiens de la langue en raison de deux articles concernant l'emploi du français dans les tribunaux. Les voici :
« Art. 110 : Et afin qu’il n’y ait cause de douter sur l’intelligence desdits arrests, nous voulons et ordonnons qu’ils soient faits et écrits si clairement, qu’il n’y puisse avoir aucune ambiguïté ou incertitude ne lieu à demander interprétation.

Art. 111 : Et pour ce que de ttelles [sic] choses sont souvent advenues sur l’intelligence des mots latins contenus es dits arrests, nous voulons d’oresnavant que tous arrests, ensemble toutes autres procédures, soient de nos cours souveraines et autres subalternes, inférieures, soient de registres, enquestes, contrats, commissions, sentences, testaments et autres quelconques, actes et exploits de justice, ou qui en dépendent, soient prononcés, enregistrés, et délivrés aux partie en langage maternel françois et non autrement. »
Il y a donc une volonté de poursuivre la politique linguistique mise en place par les prédécesseurs de François Ier. Ce dernier ayant constaté « un état de fait préjudiciable à une administration correcte de la justice, il entend y remédier ». L’article 110 exige qu’il soit impossible de remettre en cause les décisions de justice et l’article 111 offre la solution permettant d’atteindre ce but : utiliser le « langage maternel françois ». Conçu à l'origine comme un moyen de remplacer le latin dans les textes officiels — peu de sujets du XVIe siècle ayant l'éducation nécessaire à sa compréhension — il dispose également que le français (ou la langue maternelle des justiciables) est désormais la langue juridique dans le royaume. Néanmoins, la société cultivée continue d'employer le latin dans les universités, et la grande majorité de la population française conserve l'usage des langues régionales. D'ailleurs, l'ordonnance est comprise, pendant tout le XVIe siècle, comme demandant de remplacer le latin par la langue maternelle des sujets du roi de France, qui n'est en général pas le français, notamment dans les pays d'oc. De nombreux spécialistes contestent l'interprétation rétrospective selon laquelle l'ordonnance porterait exclusivement sur le français.

#### La Défense et Illustration de la Langue française,Du Bellay(1549)
À partir des années 1550 un cercle de poètes, la Pléiade, et parmi eux surtout Ronsard, Du Bellay et Peletier du Mans, se lancent dans le débat pour enrichir le français par le moyen d'emprunts à d'autres dialectes et défendent le français face aux langues anciennes grecques et latines. Cet objectif est théorisé dans le manifeste de Du Bellay : Défense et illustration de la langue française. Cette démarche poétique doit être rapprochée de la démarche politique de l'ordonnance de Villers-Cotterêts passée dix ans plus tôt. Bien qu'il reconnaisse qu'elle ne soit pas aussi riche que le latin ou le grec, Du Bellay plaide en faveur du français qui n'est pas pauvre au point de rendre impossible la traduction de textes écrits dans d'autres langues ainsi que la création originale. Ces capacités du français sont à attribuer, selon lui, à l'action de François Ier dans le domaine linguistique.
Les humanistes ont fortement réfléchi au rapport existant et devant exister entre langue et pouvoir. Comme tous bons humanistes, ils prennent l'Antiquité comme référence et considèrent les Grecs et les Romains comme des exemples à suivre vis-à-vis de la politique linguistique à entreprendre pour unifier un territoire et diffuser la langue du pouvoir. L'État se doit d'intervenir en ce qui concerne la langue et tenter d'imposer le français à tous les citoyens mais les humanistes respectent énormément les gens qui restent fidèles à leur langue maternelle. Par exemple, Du Bellay, dans la Défense, liste les Grecs et les Romains qui ont conservé leur idiome natal. Il y a donc une certaine ambivalence dans la prise de position des écrivains par rapport à la politique linguistique : la frontière est mince entre la diffusion du français grâce à la puissance de la nation et la colonisation linguistique sauvage et violente.

### L'Ancien Régime

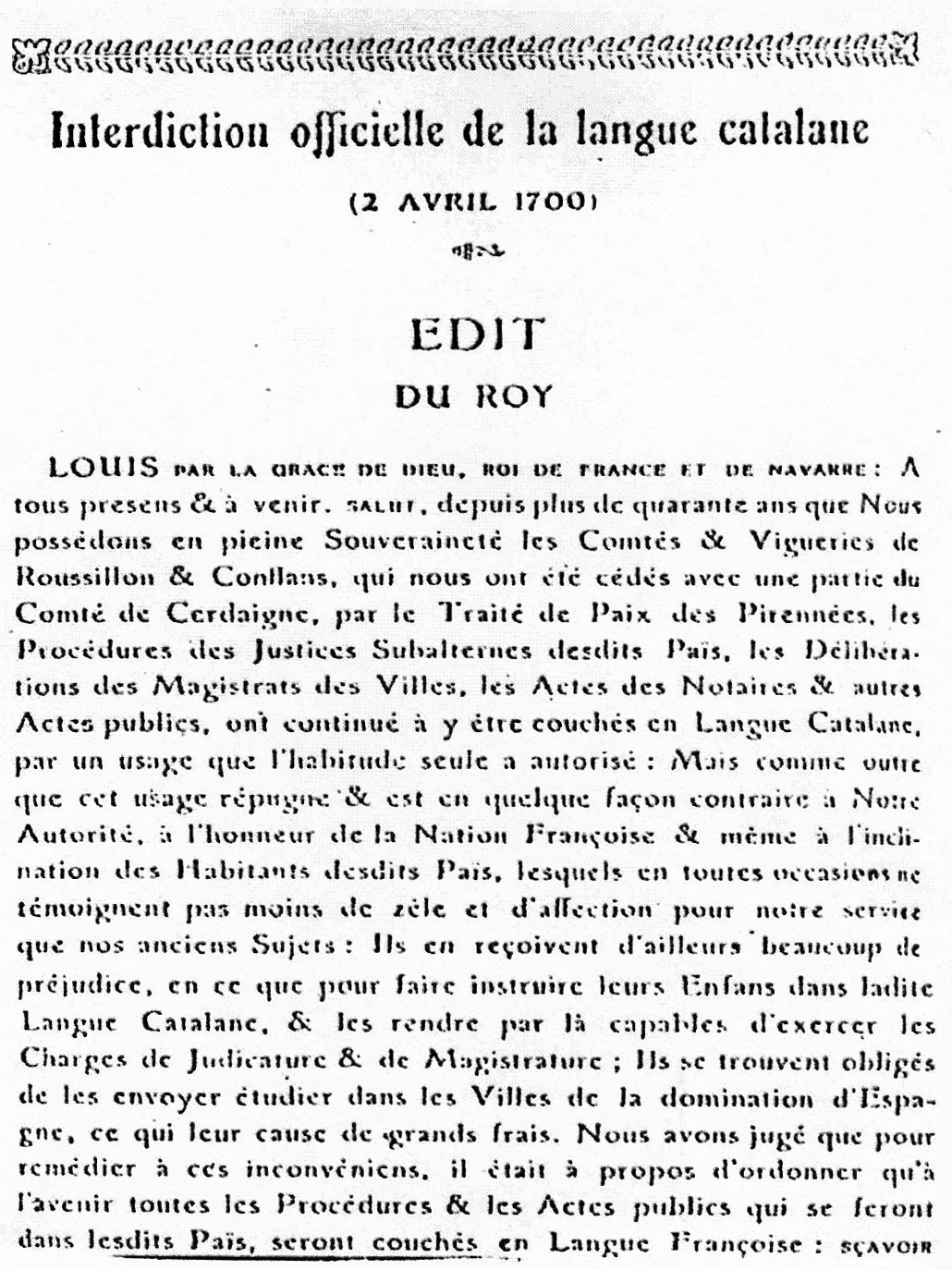
Édit de Louis XIV interdisant la langue catalane en 1700.

La politique linguistique de ce siècle reste conciliante. Seul un faible nombre de dispositions législatives ne concernant pas le peuple sont prises. Les nouvelles provinces annexées sont dispensées d'appliquer l'ordonnance de Villers-Cotterêts. À l'exception notable de la création de l'Académie française ce siècle est marqué par la non-intervention en matière de politique linguistique.
En revanche, les Conseils souverains de provinces françaises vont prendre une part active à la francisation de leurs élites. En dépit du traité des Pyrénées qui règle l'annexion du Roussillon et qui garantit aux habitants « l'usage de la langue que bon leur semblera », le Conseil souverain du Roussillon proposa à l'Intendant du roi et au contrôleur général des finances « d'obliger les consuls de Perpignan à créer de petites écoles pour apprendre la langue française aux enfants » afin de permettre aux Roussillonnais d'obtenir des charges de judicature, ce qui fut approuvé par le roi, et l'interdiction officielle de la langue catalane fut prononcée le 2 avril 1700. De la même manière, le conseil souverain de Corse fut un organe de la francisation de l'île et du rejet de l'italien qui était la langue administrative corse : là aussi on créa des écoles bilingues pour apprendre le français aux enfants ; on interdit aux étudiants d'aller étudier en Italie ; l'italien était toléré dans les actes juridiques en expliquant qu'à terme, la langue française devait « devenir familière aux Corses et même leur langue naturelle comme elle est des autres sujets du Roi ».
Pendant les deux siècles qui suivent l'ordonnance de Villers-Cotterêts (1539), une partie des élites locales adopte progressivement le français d'une part grâce à la séduction qu'exerce le français sur les contemporains et d'autre part parce que parler français devient un signe de bonne éducation et une promesse de reconnaissance. Témoignage de cette volonté de francisation individuelle parmi l'élite, cette note de Philippe de Meyronnet, un noble provençal, rédigée pour son fils qu'il envoie faire ses études supérieures à Paris :

« On doit éviter les phrases provençales que des novices tournent seulement en français, et il faut prendre garde aux expressions ordinaires des gens de Cour et de Paris, et surtout s'appliquer à perdre l'accent du pays et ne parler jamais le patois, et pour y parvenir avec plus de facilité fréquenter le moins qu'on peut les gens du pays sans pourtant faire connaître qu'on les évite. »

#### L'Académie française

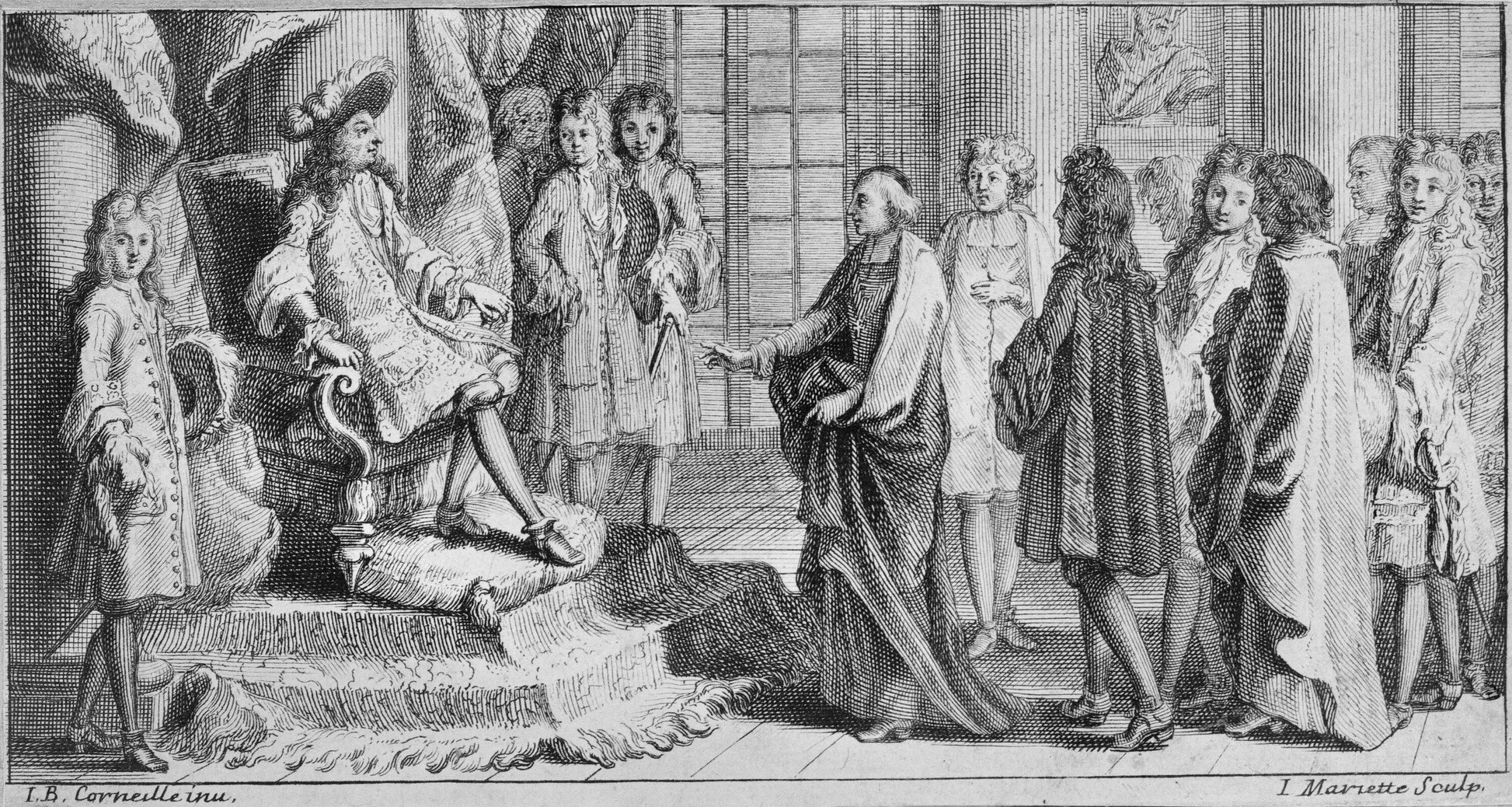
Les membres de l'Académie française venant offrir à Louis XIV le Dictionnaire de l'Académie en 1694.

Le XVIIe siècle marque un point important non seulement pour la littérature, mais aussi pour l'évolution de la langue française. L'orthographe du français n'étant toujours pas fixée, le débat sur la qualité de la langue française n'ayant pas cessé depuis la Renaissance, le besoin d'une codification est ressenti de plus en plus fortement.
D'un cercle d'abord pratiquement inconnu de lettrés naît l'Académie française. Elle est fondée officiellement en 1635 par le cardinal de Richelieu. Sa tâche est désormais de donner des règles à la langue française, de la rendre claire, pure et raisonnable afin de la rendre compréhensible par tous. Elle devait fournir les références nécessaires à la langue française : un dictionnaire répertoriant les mots de la langue française (première édition en 1694), une grammaire (deux essais infructueux auront lieu vers 1700 et 1932), puis une poétique et une rhétorique qui n'ont jamais vu le jour.
Une autre tâche de l'Académie est de critiquer les productions d’auteurs. Sa première mission fut de critiquer Le Cid de Corneille. L’Académie étant une émanation du pouvoir royal, on pourrait penser que ses membres se sont tout de suite sentis en droit de remplir les missions qui leur étaient confiées. Pourtant, dans les premiers textes produits par les académiciens tels Sentimens de l’Académie françoise sur la tragi-comédie du Cid, Remarques et Décisions de l’Académie françoise ou encore Observations de l’Académie Françoise sur les Remarques de M. De Vaugelas, on perçoit surtout un besoin de se justifier et de légitimer leur entreprise. Dans le tout premier écrit de l'Académie à propos du Cid, assumé en grande partie par Chapelain, les interrogations sur le droit qu'il a ou non de critiquer un auteur contemporain sont extrêmement présentes, notamment dans le brouillon. Lors de la publication, l'Académie enlèvera plusieurs mots et expressions qui montrent le malaise de l'auteur par rapport à son action.
Après cette période de doutes, l'Académie gagne en assurance et va travailler intensément à la codification de la langue et à l'établissement de la norme. Les Remarques de Vaugelas ont eu un énorme impact sur la façon de parler et d'écrire des Français et sur le niveau de langue. Vaugelas décrit la langue parlée par la partie la plus saine de la cour. Il y a une envie de faire parler le peuple français comme le roi et ses courtisans. La langue du pouvoir s'impose à tous les habitants de France à travers l'Académie française et les travaux de ses membres.
Aujourd’hui, elle agit pour en maintenir les qualités et en suivre les évolutions nécessaires. Elle en définit le bon usage. Elle le fait en élaborant le Dictionnaire de l'Académie française qui fixe l’usage de la langue, mais aussi par ses recommandations et par sa participation aux différentes commissions de terminologie.

#### La fin de l'Ancien Régime: marché national et uniformisation linguistique
À la fin de l’Ancien Régime, les conditions pour la naissance d'un marché national telles un réseau routier développé et un capitalisme naissant sont réunies. Deux éléments représentent un obstacle à la mise en place de la libre circulation des marchandises : les péages et douanes présents sur tout le territoire français et la fragmentation linguistique.
Un exemple marquant de cette situation est le système de poids et mesures qui obéissait aux règles des parlers locaux et, de ce fait, différait fortement d'une région à l'autre. Ces décalages ne peuvent subsister bien longtemps car ils rendent impossible les échanges et les négociations. Un nouveau système juridique va voir le jour sans toutefois remplacer l'ancien du jour au lendemain. Ce n'est qu'après la Révolution et la création du droit bourgeois que va apparaître un vrai marché national. Les bourgeois vont supprimer douanes et péages mais également tenter une uniformisation de la langue pour la réalisation de ce droit. La diffusion du nouveau système de poids et de mesures occupe une place importante mais pas pour tout le peuple français. Ce qui importe aux révolutionnaires, c'est que ce soient les magistrats, les instituteurs, les agents de gouvernement et autres hommes d'importance qui emploient les nouvelles mesures et, plus précisément, l'usage écrit de ces dernières.
Le nouveau système va faire l'objet d'une diffusion écrite, ce qui exclut une partie importante du peuple, illettrée. L'uniformisation linguistique n'en est qu'à ses balbutiements mais, très vite, les révolutionnaires vont étendre leur désir d'unification du peuple par la langue.

### La Révolution française
Au début, la Révolution française se montre tout aussi conciliante que le précédent régime. Durant les premières années, les décrets révolutionnaires sont traduits dans les langues régionales. En 1790 une loi est passée à l'assemblée sur proposition de François-Joseph Bouchette afin de « faire publier les décrets de l’Assemblée dans tous les idiomes qu'on parle dans les différentes parties de la France ». Rapidement les coûts financiers ainsi qu'un manque d'intérêt en la matière compliquent l'application de cette loi.
Poursuivant l'élaboration d'une France nouvelle et unie, les révolutionnaires tentent également de restreindre les particularismes régionaux dans le domaine linguistique. Progressivement apparaît un courant de pensée selon lequel la diversité linguistique doit être réduite au nom de l'unification de la nation et la lutte contre le féodalisme. L'unification de la langue, au même titre que l'éducation nationale, est également vu comme un prérequis à la démocratie permettant à chacun de comprendre et de contrôler les décisions de l'Etat.

#### La politique jacobine de généralisation de la langue française: juin 1793 à juillet 1794
Durant la seconde terreur associée à Robespierre un certain nombre de décrets et de lois sont votés ; leur objet est de faire reculer les dialectes, de généraliser la langue française (considérée comme un moyen de lutter contre les superstitions) et de mettre en place son enseignement. Cette période (que certains ont pu qualifier de « terreur linguistique ») est entre autres marquée par les prises de position virulentes de Bertrand Barère de Vieuzac et par l'action en profondeur de l'abbé Grégoire. La plupart des lois passées durant cette période seront amendées ou supprimées après la chute de Robespierre en juillet 1794, souvent faute de moyens.

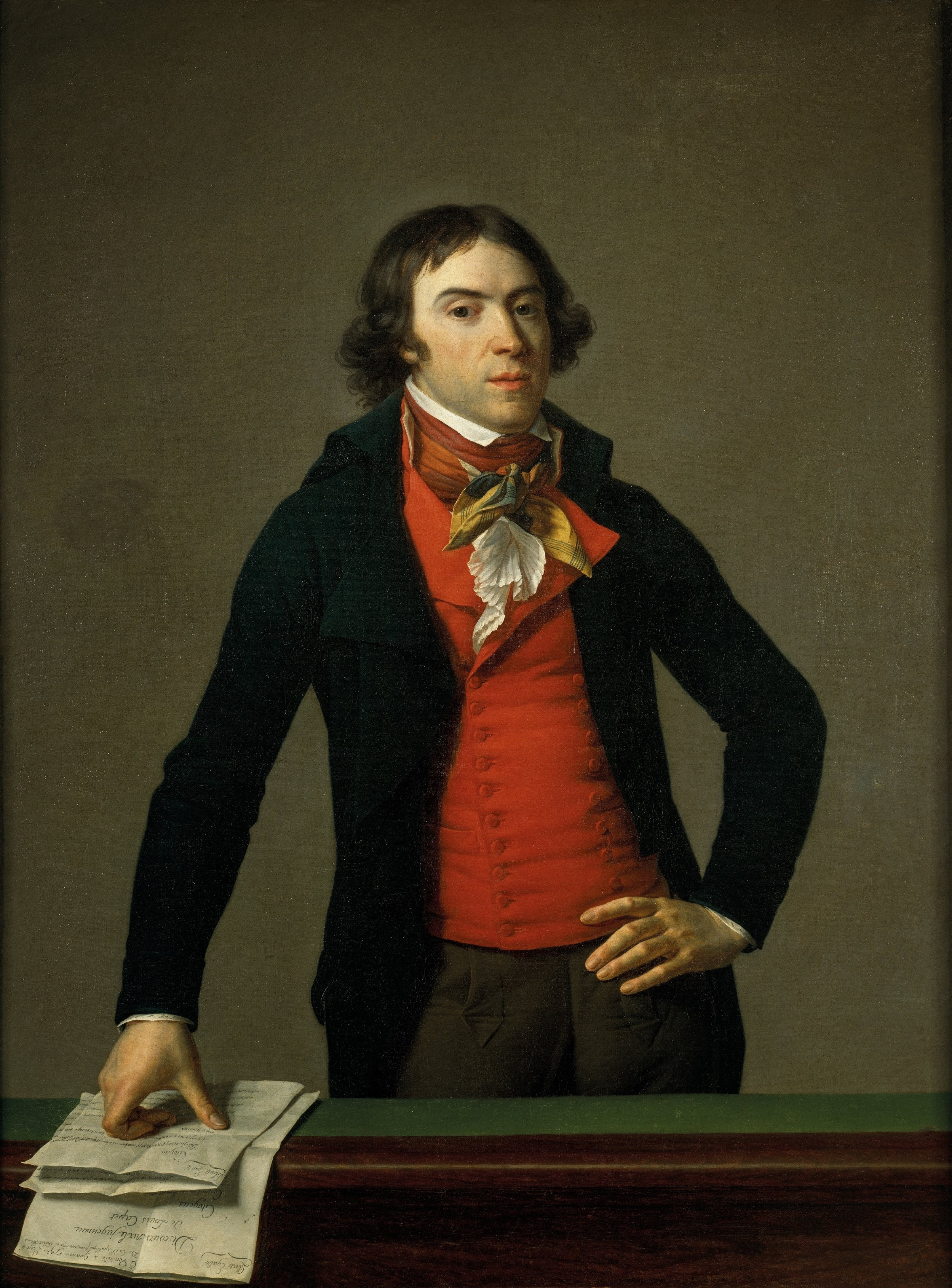
Bertrand Barère de Vieuzac.

Le 27 janvier 1794, Bertrand Barère de Vieuzac, déclare devant la Convention nationale que :

« La monarchie avait des raisons de ressembler à la tour de Babel ; dans la démocratie, laisser les citoyens ignorants de la langue nationale, incapables de contrôler le pouvoir, c'est trahir la patrie… Chez un peuple libre, la langue doit être une et la même pour tous. »

Il écrit en 1794 dans un rapport au comité de salut public :

« Le fédéralisme et la superstition parlent bas-breton ; l'émigration et la haine de la République parlent allemand… La Contre-révolution parle l'italien et le fanatisme parle basque. Cassons ces instruments de dommage et d'erreurs. »

Une série de décrets concernant l'éducation nationale et en particulier l'obligation d'enseigner en français sont pris en particulier le décret du 27 janvier 1794 (8 pluviôse an II) qui rend obligatoire l'enseignement en français ; ce texte interdit également aux membres du clergé d'enseigner.
Le 4 juin 1794, l'abbé Grégoire, dans le droit fil de son combat contre les exclusions, écrit un Rapport sur la nécessité et les moyens d'anéantir le patois, et d'universaliser l'usage de la langue française. L'Abbé Grégoire estime qu'à l'époque : « qu'au moins 6 millions de Français, surtout dans les campagnes, ignorent la langue nationale (…) et qu'un nombre égal est à peu près incapable de soutenir une conversation suivie » et qu'en définitive le nombre de ceux qui la parlent « purement » n'excède pas 3 millions (sur 28 millions d'habitants).
Le décret du 2 thermidor (20 juillet 1794) reste le plus emblématique de la Terreur linguistique bien qu'il n'ait jamais été réellement appliqué :

« Article 1. À compter du jour de la publication de la présente loi, nul acte public ne pourra, dans quelque partie que ce soit du territoire de la République, être écrit qu'en langue française.
Article 2. Après le mois qui suivra la publication de la présente loi, il ne pourra être enregistré aucun acte, même sous seing privé, s'il n'est écrit en langue française.
Article 3. Tout fonctionnaire ou officier public, tout agent du Gouvernement qui, à dater du jour de la publication de la présente loi, dressera, écrira ou souscrira, dans l'exercice de ses fonctions, des procès-verbaux, jugements, contrats ou autres actes généralement quelconques conçus en idiomes ou langues autres que la française, sera traduit devant le tribunal de police correctionnelle de sa résidence, condamné à six mois d'emprisonnement, et destitué.
Article 4. La même peine aura lieu contre tout receveur du droit d'enregistrement qui, après le mois de la publication de la présente loi, enregistrera des actes, même sous seing privé, écrits en idiomes ou langues autres que le français. »

#### La remise en cause des lois jacobines
À la suite de l'exécution de Robespierre le 28 juillet 1794 (10 thermidor an II) qui marque la fin de la Terreur, le décret du 2 thermidor sera annulé le 2 septembre 1794 (16 fructidor an II) soit à peu près six semaines après avoir été passé.
Concernant l'enseignement l'obligation d'enseigner en français sera précisée le 17 novembre 1794 (27 brumaire an III) par le décret de Joseph Lakanal qui préconise que « L'enseignement sera fait en langue française ; l'idiome du pays ne pourra être employé que comme un moyen auxiliaire. » Ces dispositions ne seront jamais réellement appliquées par manque d'enseignants (qui ne peuvent faire partie du clergé).

### XIXesiècleet début duXXesiècle
Pendant la majeure partie du XIXe siècle, aucune politique linguistique française particulière n'est menée. À la fin du siècle, plusieurs années après l'établissement de la Troisième République, une politique d'uniformité linguistique est mise en place. La scolarisation obligatoire rejette alors l'enseignement des langues régionales, même en tant qu'outil d'enseignement dans les zones monolingues autres que française.

#### La politique linguistique au début duXIXe
La politique sous le Premier Empire marque un retour à une politique de laisser-faire par souci d'économie en ce qui concerne les langues régionales. Les objectifs de répression de ces langues qui avaient prévalu durant la Terreur linguistique sont abandonnés. Avec le concordat Napoléon revient indirectement sur l'obligation d'enseigner en français. Le retour du clergé dans l'enseignement entraîne une importance accrue de l'enseignement en latin. Dans le sud de la France par exemple, on compte durant le Premier Empire plus d'enseignants en latin qu'en français. L'usage du français progresse néanmoins durant cette période mais plus du fait de la centralisation accrue de la France et de la conscription militaire que du fait d'une réelle politique linguistique.
En 1809 une enquête impériale menée par Charles Coquebert de Montbret fait état pour l'Empire de 27 926 000 locuteurs français, 4 071 000 locuteurs italiens, 2 705 000 locuteurs allemands, 2 277 000 locuteurs flamands, 967 000 locuteurs bretons, et 108 000 locuteurs basques. Note : il s'agit des frontières de l'Empire en 1809, où la France compte alors plus de départements qu'aujourd'hui,
Après la Révolution de 1830 et surtout celle de 1848, les idées sociales et progressistes réapparurent avec le développement d'un enseignement primaire d'État en français, mais pas encore obligatoire. La révolution industrielle, l'exode rural qui en découle, et l'apparition du chemin de fer qui facilite les voyages, facilitèrent l'usage du français par les classes populaires.

#### Politique d'assimilation à la fin duXIXeet début duXXe

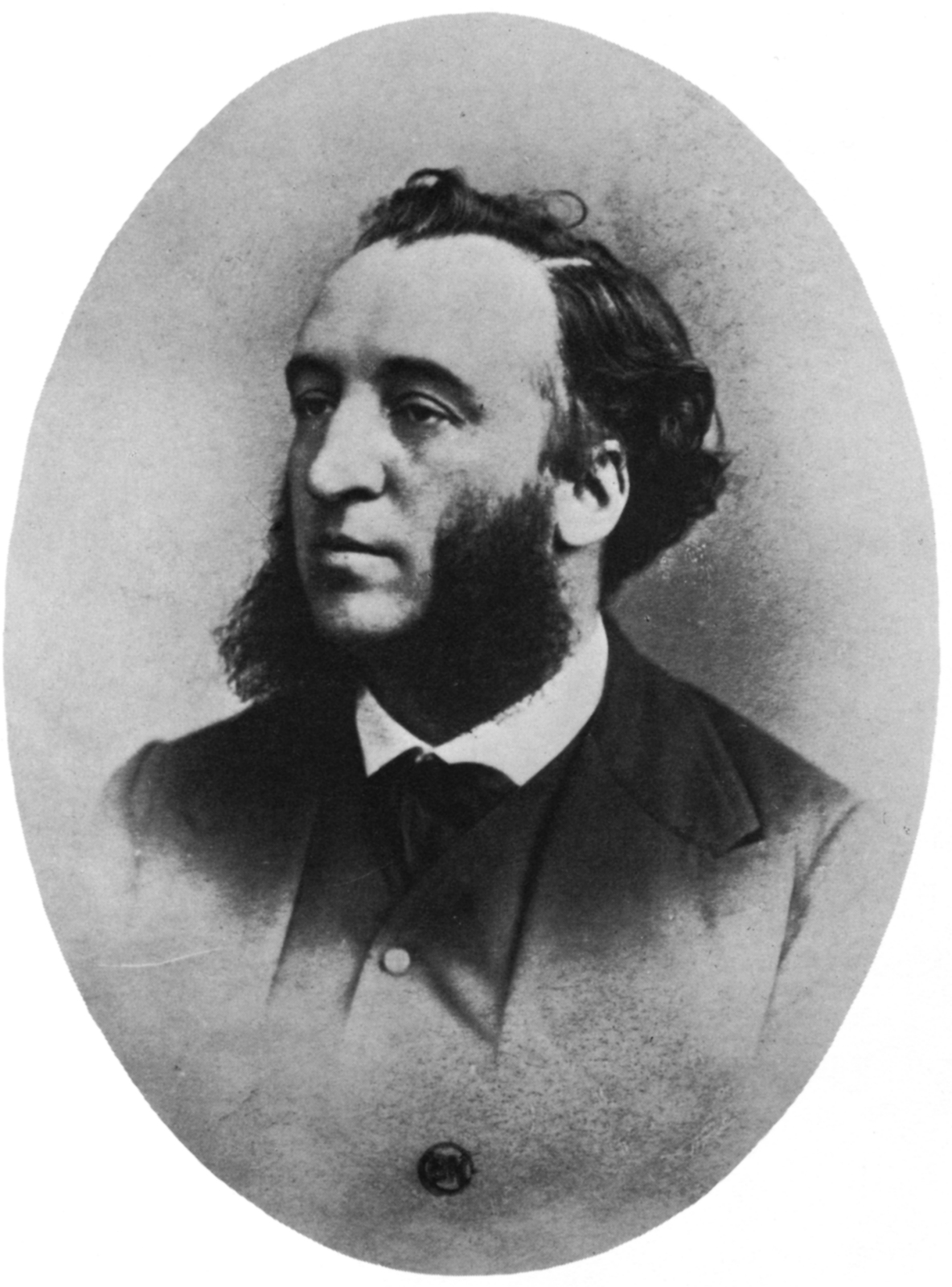
Portrait de Jules Ferry.

À la chute du Second Empire, la Troisième République mit en place une instruction primaire obligatoire et laïque pour tous avec les lois Ferry qui permirent d'imposer le français sur tout le territoire, en usant souvent de méthodes aujourd'hui condamnées. Dans les années 1880, Jules Ferry met en place une série de mesures pour affaiblir les langues régionales de France.
En 1902, le gouvernement d'Émile Combes lutte par décret contre « l'usage abusif du breton ».
Durant la période dure (fin du XIXe siècle-1950) de lutte contre les langues régionales, l'usage du symbole était utilisé afin de punir les enfants coupables de s'exprimer dans une langue autre que le français, fût-elle leur langue maternelle. Diverses humiliations étaient infligées par les instituteurs de la IIIe République, allant du châtiment corporel à l'exclusion, dans le but de rendre honteux l'usage du patois. Cette politique de châtiment corporel est appliquée sur l'ensemble du territoire français, mais aussi dans l'empire colonial de la France des XIXe et XXe siècles. Parmi les punitions, on retrouve un usage fréquent des coups de règle sur les doigts, se mettre à genoux sur une règle, ou pendre un objet autour du cou des réfractaires[réf. nécessaire]. Dans les régions de langue occitane, ce sentiment de honte se cristallisa dans la notion de Vergonha (« honte » en occitan). Ce mot faisant référence à l'ensemble des répercussions des politiques gouvernementales à l'encontre des « patois » (mot péjoratif répandu pour disqualifier les autres langues de France).
L'État a imposé cette politique dans le cadre de sa lutte contre ce qu'il appelle le cléricalisme. Or la position de l'Église a toujours été d'une part pragmatique (employer les langues vernaculaires) et d'autre part, a toujours recherché l'appui ou la neutralité du pouvoir. En matière de langue régionale, l'Église a donc suivi les usages gouvernementaux[réf. nécessaire] et le symbole fut donc employé dans les écoles libres comme dans les écoles publiques.
Entre 1870 et 1930, le monolinguisme non francophone recule progressivement au profit d'un bilinguisme avec le français. Lorsque les campagnes sont révolutionnées par le passage de la paysannerie traditionnelle à l'industrie agro-alimentaire, de nombreuses régions françaises voient s'opérer un basculement linguistique vers le français. Le passage d'une civilisation paysanne traditionnelle à une civilisation moderne largement influencée par les villes (bien que les modes vestimentaires fussent par endroits déjà sous l'influence des villes) s'accompagne du basculement vers le français, imposé comme seul moyen de promotion sociale. Dans de nombreuses régions, on constate la coexistence de la génération des arrière-grands-parents monolingues, des grands-parents bilingues mais dont la langue maternelle n'était pas le français, celle des parents bilingues passifs et enfin celle des enfants monolingues francophones après 1960. L'influence des JAC (Jeunesse agricole chrétienne) est notable en Bretagne[réf. nécessaire].
Depuis la fin du XIXe siècle et la politique de francisation de la Troisième République, on assiste à l'affirmation de revendications pour la protection des langues régionales de France et des droits fondamentaux de leurs locuteurs.

### Politique linguistique sous l'Occupation
L’État français, influencé par le traditionalisme maurassien et barrésien, se montre conciliant à l'égard des langues régionales : les premières lois en faveur de l'enseignement de ces langues sont dues au ministre Carcopino. L'objectif de la Révolution nationale, l'idéologie officielle du régime de Vichy, est de vivifier le nationalisme français chez les enfants en développant chez eux l'attachement au sol natal notamment par l’arrêté du 12 décembre 1941 qui autorise l’enseignement facultatif des « parlers locaux » dans les écoles primaires. Le régionalisme pétainiste prétend unir la grande et la petite patrie présentée comme une communauté réelle par opposition aux « abstractions » administratives issues de la Révolution française et de la République.
Ces lois, comme la plupart des mesures prises par le gouvernement de Vichy, seront abrogées à la Libération.

### La seconde moitié duXXesiècle

#### Évolutions à partir de 1950

##### Dans le domaine éducatif
Depuis les années 1950, plusieurs mesures limitées ont été prises en faveur des langues régionales : la loi Deixonne en 1951 a permis l’enseignement de quatre langues régionales, le breton, le catalan, l'occitan, et le basque dans les écoles secondaires. Cependant l'UNESCO constate que leur avenir reste menacé.
Depuis les années 1970, se sont développées dans plusieurs régions des écoles associatives enseignant en langue régionale :
- écoles Diwan en Bretagne ;
- Ikastolak au Pays basque ;
- calandretas occitanes ;
- La Bressola catalane, etc.

Néanmoins, le ministère de l'Education nationale a d'abord refusé l'intégration des écoles Diwan qui pratiquent la technique d'immersion, c'est-à-dire un enseignement bilingue dispensé essentiellement en breton (pendant de l'école immersive francophone généralisée par l'Education nationale). Pour autant, des classes bilingues existent aussi au sein de l'Éducation nationale, notamment l'association Div Yezh (Deux Langues) qui promeut l'enseignement bilingue français-breton « à parité horaire ».
En 1975, la loi Haby a déclaré « Un enseignement des langues et des cultures régionales peut être dispensé tout au long de la scolarité », ainsi certaines langues minoritaires ont pu être enseignées de façon limitée dans les écoles.

##### Des situations diverses.
Certaines langues régionales se sont nettement mieux maintenues que d'autres, notamment les langues transfrontalières qui bénéficient du soutien ou du rayonnement linguistique du voisin.
Le prestige d'une langue auprès de ses locuteurs joue ; il est en partie lié aux politiques linguistiques en vigueur, au prestige d'une « langue-mère » voisine dans le cas des langues frontalières ou transfrontalières (basque, corse, alsacien, francique lorrain, flamand, catalan). Le cas des langues d'oïl très dévalorisées, non reconnues comme langues différentes du français et traitées de « patois », est significatif en ce sens. Pour le linguiste Claude Hagège, « la honte de sa propre langue, le prestige d’une langue étrangère expliquent la mort des langues. C’est évident pour le breton. Déjà au XVIe siècle l’aristocratie bretonne avait abandonné le breton, considérant que le français avait davantage de prestige. »
En 1975, la loi Bas-Lauriol a voulu protéger le français des mots provenant d'autres langues, particulièrement l'anglais. Selon cette loi, « le français est obligatoire dans l'affichage public et la publicité commerciale, écrite et parlée ».
L'arrêté du 28 décembre 1976 du ministre de l'Éducation nationale a précisé les tolérances en matière d'orthographe et de conjugaison à l'occasion des examens et concours sur le territoire national.

##### Évolutions à partir de 1992

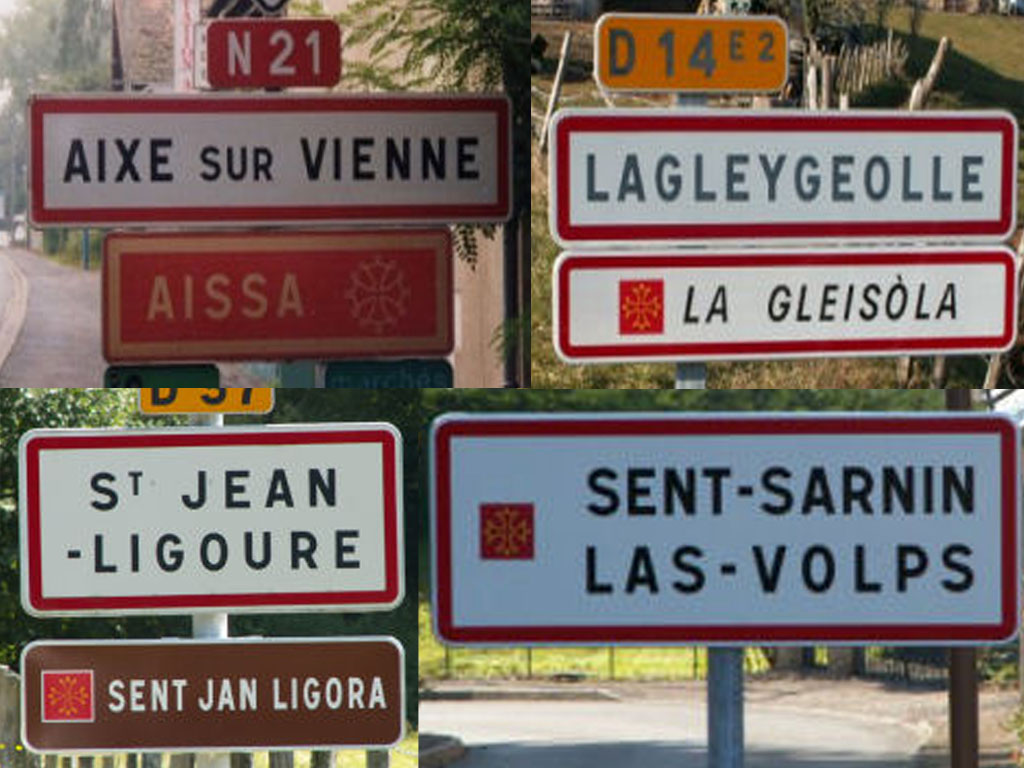
Panneaux bilingues en français et en occitan dans la région du Limousin.

Le Conseil de l'Europe a adopté en 1992 la Charte européenne des langues régionales ou minoritaires qui consacre « le droit imprescriptible de pratiquer une langue régionale dans la vie privée et publique ». Les représentants de la France s'opposent à cette charte qui est néanmoins adoptée à la majorité des membres du Conseil de l'Europe.
La France avait déjà ratifié plusieurs textes de protection des droits et des libertés fondamentales qui garantissent tous les droits linguistiques fondamentaux (notamment l'usage de sa langue première en toutes circonstances), mais elle ne les applique pas (Convention Européenne de Sauvegarde des Droits de l’Homme et des Libertés Fondamentales, Charte des droits fondamentaux de l'Union européenne, Convention relative aux Droits de l’Enfant…).
L'article 2 de la Constitution de la cinquième République française est modifié en 1992 lors d'un congrès réuni afin d'amender la constitution pour la rendre compatible avec le traité de Maastricht. La mention « La langue de la République est le français » y a été alors ajoutée.
La loi no 94-665 du 4 août 1994 relative à l'emploi de la langue française dite « loi Toubon » reconnaît l’usage des langues régionales dans l’enseignement. Par ailleurs, ce texte reconnaît le droit au citoyen français, pour les textes légaux, mais aussi au salarié pour tout ce qui touche au contrat de travail et au consommateur pour ce qui concerne la présentation des produits, les modes d'emploi et les garanties, de s'exprimer et de recevoir toute information utile en français. Elle crée également l'obligation d'une rédaction en langue française pour ces documents qui peuvent ensuite être traduits dans une autre langue.
En 1999, la France signe finalement la Charte européenne, après nombre d'autres pays de l'Union européenne, mais refuse ensuite de la ratifier, car sa constitution s'y opposerait. La ratification lie juridiquement l'État contractant, la signature est une simple reconnaissance des objectifs généraux de la charte ; il n'y a donc aucune évolution de la situation des langues minoritaires en France, si ce n'est un vieillissement des locuteurs qui devrait amener les plus fragiles d'entre elles à « mourir » avant la fin du XXIe siècle, après une existence pour certaines plus que millénaire. La France est l'un des rares États d'Europe à ne pas avoir ratifié cette charte.
Ce débat divise depuis la classe politique française : certains hommes politiques sont partisans d'une ratification de la Charte européenne par la France, tandis que d'autres s'y opposent car elle pourrait apporter une reconnaissance légale des langues régionales et leur usage en tant que langues officielles dans les textes administratifs, notamment les lois, décrets et jugements de tribunaux. Ces problématiques reviennent fréquemment dans le débat public, en métropole, mais aussi dans les collectivités d'outre-mer.
Sur le site de l'Union pour un mouvement populaire, Nicolas Sarkozy nie toute discrimination et se montre défavorable à la Charte européenne des langues régionales.
Sa rivale socialiste Ségolène Royal, au contraire, se déclare prête à appliquer la Charte dans un discours prononcé en mars 2007 au nom de la variété culturelle en France.
En mai 2008, à l'occasion d'une séance sur la modernisation des institutions, l'Assemblée nationale a voté un amendement à la Constitution qui ajouterait à celle-ci un article 75-1 dans les termes suivants : « Les langues régionales appartiennent au patrimoine de la France ». Cet amendement est adopté (avec plusieurs autres), en Congrès à Versailles en juillet 2008, dans le cadre du vote d'une loi constitutionnelle sur la réforme des institutions.
En 2016, l'article 225 du Code pénal qui interdit les discriminations est enrichi de l'interdiction de discrimination d'une personne ou d'un groupe au motif de sa "capacité à s'exprimer dans une langue autre que le français". En 2020, la loi relative à la protection patrimoniale des langues régionales et à leur promotion est votée, 2 de ses 7 articles étant ensuite censurés par le Conseil constitutionnel qui interprète l'article 2 de la Constitution de façon très restrictive.

##### Évolution du nombre de postes au concours de l'enseignement
| Année | Concours                 | Basque | Breton | Catalan | Corse | Créole | Occitan-langue d'oc | Langues kanak | Tahitien |
| ----- | ------------------------ | ------ | ------ | ------- | ----- | ------ | ------------------- | ------------- | -------- |
|       |                          |        |        |         |       |        |                     |               |          |
|       |                          |        |        |         |       |        |                     |               |          |
| 2022  | CAPES externe            | 2      | 2      | 1       | 2     | 7      | 4                   |               | 2        |
| 2022  | CAPES interne            |        |        |         |       |        |                     | 2             |          |
| 2022  | CAPES troisième concours | 0      | 0      | 0       | 0     | 0      | 0                   | 0             | 0        |
| 2022  | Agrégation               |        |        |         |       |        |                     |               |          |
| 2022  | CAFEP                    | 2      | 2      |         |       |        |                     |               |          |
| 2022  | Total 2022               |        |        |         |       |        |                     |               |          |
| 2023  | CAPES externe            |        |        |         |       |        |                     |               |          |
| 2023  | CAPES interne            |        |        |         |       |        |                     |               |          |
| 2023  | CAPES troisième concours |        |        |         |       |        |                     |               |          |
| 2023  | Agrégation               |        |        |         |       |        |                     |               |          |
| 2023  | CAFEP                    |        |        |         |       |        |                     |               |          |
| 2023  | Total 2023               |        |        |         |       |        |                     |               |          |

## Politique linguistique coloniale de la France
Cette volonté d'instaurer une langue unique à l'ensemble du territoire, concerne également l'empire colonial français. Cet usage imposé de la langue française, principalement dans les documents officiels et dans l'enseignement, vise à élever le niveau culturel de la population par l'instruction publique ainsi que par la diffusion d'une langue commune et internationale.
Louis-Jean Calvet le montre très clairement à travers un certain nombre de comportements, non seulement outre-mer, mais à l'intérieur même de l'hexagone où les langues régionales demeurent les victimes d'un impérialisme linguistique dont l'un des masques les plus récents est peut-être celui de la francophonie. Une action linguistique consciente de ces implications politiques ne peut être que militante. C'est aux linguistes concernés, dans leurs pays respectifs, dans leurs régions, qu'ils appartient d'assumer cette prise en charge, ce combat pour la défense et l'épanouissement de leur langue et de leur culture propres.
Lors de la création de l'empire colonial français, le français devint la langue obligatoirement enseignée dans toutes les colonies. Il est en priorité enseigné aux enfants de l'élite locale. Lors des indépendances, et surtout en Afrique subsaharienne, cette élite formée en français maintiendra la langue coloniale comme langue officielle.

## Usage de la langue française en France
L'État a adopté plusieurs mesures pour imposer et protéger le français, entre autres :
- la modification de l'article 2 de la Constitution de la Cinquième République française, par la loi constitutionnelle de 1992, qui précise que « La langue de la République est le français »,
- la loi Toubon de 1994,
- le décret d'application de cette loi, qui met en place un dispositif public d'enrichissement de la langue française, et rend obligatoire les termes en français publiés au Journal officiel de la République française, dans les services et établissements publics de l'État.

## Promotion du français à l'étranger

### Politique de la France concernant le français à l'étranger
L'État français soutient le français à l'étranger (francophonie, cf. ci-dessus).
L'État français subventionne des établissements français par immersion à l'étranger. Certains pensent que cette politique d'éducation est contradictoire avec les mesures restrictives adoptées vis-à-vis des écoles en langues minoritaires en France même.
D'autres expliquent qu'il est normal que la République française promeuve le français dans et à l'extérieur du territoire, dans le respect des législations locales en vigueur.
La francophonie est représentée par un certain nombre d'organisations coordonnées par l'Organisation internationale de la francophonie (OIF).
Les États et gouvernements membres de l'OIF ont choisi de structurer le périmètre des interventions de l'organisation autour de quatre missions :
- la promotion de la langue française et de la diversité culturelle et linguistique ;
- la promotion de la paix, de la démocratie et des droits de l'homme ;
- l'appui à l'éducation, la formation, l'enseignement supérieur et la recherche ;
- le développement de la coopération au service du développement durable et de la solidarité.

La francophonie mêle donc des objectifs culturels et des objectifs politiques.
Ce qui génère nombre de confusions et nourrit des soupçons d'impérialisme linguistique.
C'était le cas dès l'origine du mot « francophonie » inventé par Onésime Reclus. Celui-ci développe dans son livre « Un grand destin commence », un hymne à la conquête coloniale, concevant une véritable doctrine de l'impérialisme français. C'est aussi l'origine de la conception française de l'État (une nation, une langue, un peuple) :
« La langue fait le peuple.
« Dès qu'une langue a “coagulé” un peuple, tous les éléments “raciaux” de ce peuple se subordonnent à cette langue. C'est dans ce sens qu'on a dit : la langue fait le peuple (lingua gentem facit). »
L'objectif de la francophonie concernant la promotion de la langue française et de la diversité culturelle et linguistique se décline en deux points :
- étendre la place du français dans le monde et notamment défendre sa position dans les anciennes colonie d'Afrique ;
- lutter contre la prédominance de l'anglais.

Pour répondre à l'accusation d'impérialisme culturel, les responsables de la francophonie utilisent le concept de langue partenaire.
« Respectueuse de la diversité culturelle et linguistique, l'OIF de la Francophonie favorise le plurilinguisme au sein de l'espace francophone par le développement équilibré du français et des langues partenaires, particulièrement les langues africaines transfrontalières, vecteurs d'expression, de développement, d'éducation, de formation et d'information. »
Les langues partenaires ne sont pas définies précisément mais concernent les langues locales des pays africains :
« Dans le contexte plurilingue de nombreux États en Afrique francophone, les langues nationales sont indispensables dans de nombreux domaines : éducation de base, santé publique, environnement, culture… L'OIF soutient ces langues, qu'elles soient de portée nationale ou transfrontalière, pour rendre plus aisée leur utilisation concrète, à l'oral comme à l'écrit, notamment en appuyant l'édition d'ouvrages dans ces langues.

… En Afrique où le français, langue d'enseignement, voisine avec les langues maternelles des élèves, l'OIF favorise la prise en compte dans les systèmes éducatifs africains d'une articulation entre ces langues et le français. Une alphabétisation ignorant ces langues et l'influence qu'elles exercent sur les capacités d'apprentissage des élèves, serait en effet vouée à l'échec. »

### Défense et promotion de la diversité culturelle
Le ministère français de la Culture déclare souvent mener une action vigoureuse pour la « défense de la diversité culturelle » : il entend par là la défense du cinéma français et de ses intérêts économiques face au cinéma hollywoodien.
Il ne s'agit aucunement d'appliquer cette défense à la diversité culturelle et linguistique qui existe en France. Les défenseurs des langues minoritaires en France y voient une contradiction – d'ailleurs difficilement assumée par certains (voir le concept de « langue partenaire » introduite par les organismes chargés de la francophonie).
Pour les tenants de la conception française de l'État (un État, une nation, un peuple), l'unité culturelle première étant la nation, la défense de la diversité linguistique s'entend alors au niveau européen et mondial, et ne saurait être retenu comme argument en faveur de revendications régionalistes.
En 2008, la modification de la Constitution qui crée l'article suivant :
« Les langues régionales appartiennent au patrimoine de la France. »
n'a aucun effet pratique sur la diffusion des langues régionales.
Le linguiste Claude Hagège s'insurge contre cette situation. À la question « N'est-il pas contradictoire [pour la France] de vouloir promouvoir le français à l'international et de laisser mourir les langues régionales ? », il répond :
« Vous avez raison. On ne peut pas défendre la diversité dans le monde et l'uniformité en France ! Depuis peu, notre pays a commencé d'accorder aux langues régionales la reconnaissance qu'elles méritent. Mais il aura fallu attendre qu'elles soient moribondes et ne représentent plus aucun danger pour l'unité nationale […] Il faut augmenter les moyens qui sont consacrés à ces langues, les sauver, avant que l'on ne s'aperçoive que nous avons laissé sombrer l'une des grandes richesses culturelles de la France. »

### La place de la langue française dans les institutions internationales

#### Les institutions internationales
La France tente de promouvoir le français à l'étranger, notamment dans les organisations internationales (il s'agit de l'une des langues officielles de certaines organisations internationales : l'ONU, l'Organisation mondiale du commerce, l'OTAN, l'Union africaine, l'Union européenne, l'Agence spatiale européenne, l'Office européen des brevets, la Cour internationale de justice, la Cour pénale internationale, Interpol, le Comité international olympique. Dans les faits, la place du français dans les instances internationales recule,.

#### Commission européenne
Le français est, avec l'anglais et l'allemand, l'une des trois langues de travail de la Commission européenne.

#### Sciences et techniques
Le français est une des trois langues officielles de l'office européen des brevets. Cependant, le protocole de Londres signé en 2011 par dix pays (Allemagne, France, Danemark, Liechtenstein, Luxembourg, Monaco, Pays-Bas, Royaume-Uni, Suède, Suisse), et destiné à libéraliser le régime linguistique des brevets en Europe, n'a pas été ratifié par la France, car ce protocole n'est pas compatible avec la Constitution et notamment son article 2 dans la mesure où il permettrait à un brevet rédigé dans une langue autre que le français de s'appliquer en France.

#### Interface avec les droits nationaux
L'usage de la langue anglaise tend à se répandre dans les entreprises, du fait que l'anglais est une langue véhiculaire dans les affaires. Il en résulte des emplois de l'anglais dans des documents relatifs au droit du travail qui peuvent aller en violation de dispositions juridiques d'États membres (en France, par exemple, la loi Toubon). C'est pourquoi des entreprises ont été condamnées en France pour usage illégal de l'anglais. Par exemple la société américaine GEMS en mars 2006, condamnée à 570 000 euros d'amende pour avoir transmis des documents en anglais sans traduction à ses salariés français. De même pour les sociétés NextiraOne et Europ Assistance, elles aussi condamnées pour avoir voulu imposer à leurs salariés des logiciels en anglais sans traduction.